# Bombardier Global Express
Bombardier Global Express — большой сверхдальнемагистральный административный самолёт, производимый компанией Bombardier Aerospace на заводе компании в г. Торонто. В настоящее время выпускаются три варианта модели: Global Express, Global 5000 и Global 6000. Global Express имеет военные модификации Raytheon Sentinel и E-11A. Global Express может без дозаправки преодолевать межконтинентальные расстояния на таких маршрутах, как Нью-Йорк — Токио, и связывать любые два города на планете с одной дозаправкой. Конкурентами Global Express являются Airbus A319ACJ, Boeing Business Jet и Gulfstream G500/G550. Среди комплектующих самолета есть детали российского производства (шасси).

## Разработка
Разработка самолёта началась в 1991 году; официально программа была запущена в 1993 г. Первый полёт состоялся 13 октября 1996 г.
Global Express имеет общие с Bombardier CRJ сечение фюзеляжа и длину, однако, несмотря на сходства, два самолёта значительно отличаются друг от друга, поскольку предназначены для различных условий эксплуатации. Global Express оснащён полностью переработанным крылом со сверхкритическим профилем, стреловидностью 35° и законцовками, а также новым T-образным хвостовым оперением. На самолёт устанавливаются турбовентиляторные двигатели Rolls-Royce BR700, оснащённые системой FADEC. Стеклянная кабина пилотов оснащена навигационно-пилотажной системой Honeywell Primus 2000 XP с шестью ЖК-экранами и поставляемыми по заказу коллиматорными экранами.
Программа Global Express была объявлена 28 октября 1991 г. на конференции NBAA. В сентябре 1992 года на конференции NBAA был выставлен полноразмерный макет салона нового бизнес-джета. Проработка концепции началась в начале 1993 года, а официально программа была запущена 20 декабря 1993 г. Высокоскоростная конфигурация самолёта была утверждена в июне 1994 г.; в августе была утверждена низкоскоростная конфигурация.
Три дочерних компании Bombardier отвечают за три части проекта: Canadair является основным проектантом и производит носовую часть самолёта; Short Brothers отвечает за разработку и производство мотогондол, горизонтальных стабилизаторов и передней части фюзеляжа; de Havilland Canada строит заднюю часть фюзеляжа, вертикальный стабилизатор и осуществляет сборку всего самолёта. Крупнейшим иностранным партнёром является японская компания Mitsubishi Heavy Industries, отвечающая за производство крыльев и центроплана.

### Global 5000

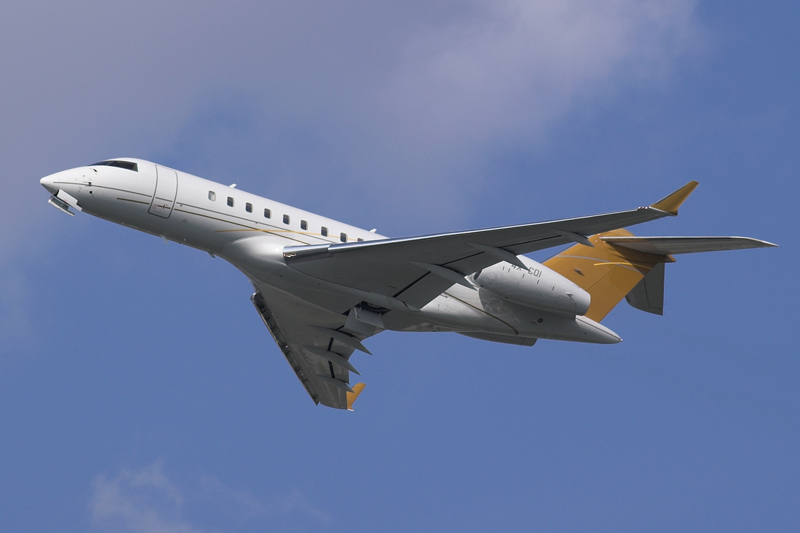
Global 5000

Global 5000 (Bombardier BD-700-1A11) разработан на базе модели Global Express, имеет укороченный на 81,3 см фюзеляж и уменьшенную на 2200 км дальность. Модель вмещает до 19 пассажиров.
Самолёты собираются в Торонто на той же линии, что и Global Express XRS, а затем неокрашенные перелетают в Монреаль, Саванну или Саокию для окончательной сборки.
Первый Global 5000 (с/н 9127) поднялся в воздух 7 марта 2003 г. Во время первого полёта были испытаны основные системы, управляемость и лётные характеристики самолёта. В июне 2003 года Global 5000 был впервые показан на авиашоу в Ле-Бурже.
Global 5000 может пролететь около 9300 км без дозаправки при скорости 900км/ч.

### Global 6000
Global 6000 (ранее известный под названием Global XRS) является улучшенной модификацией изначальной модели. Самолёт предлагает более высокую крейсерскую скорость, повышенную дальность, улучшенные планировку салона и освещение. Повышение дальности достигнуто за счёт установки дополнительного бака на 674 кг топлива в корневой части крыла. Первый Global Express XRS был поставлен заказчику в начале 2006 года. Стоимость самолёта составляет около 45,5 миллионов долларов.

## Варианты
- Global Express — заводское обозначение , базовая модель.
- Global Express 6000 — ранее Global XRS
- Global Express 6500 — заводское обозначение
- Global Express 5000 — заводское обозначение
- Raytheon Sentinel R1 — самолёт-разведчик компании Raytheon на платформе Bombardier
- E-11A — самолёт ВВС США на базе Global Express.[8]

## Использующие армии
Ботсвана
- Авиационное крыло сил самообороны Ботсваны — один самолёт Global Express для перевозки членов правительства.[9]

 Германия
- ВВС Германии (Luftwaffe) — четыре VIP-самолёта

 Малайзия
- Королевские ВВС Малайзии — один VIP-самолёт

 Великобритания
- Королевские ВВС — пять Raytheon Sentinel R1

- Вооружённые силы Свазиленда

 США
- ВВС США — Northrop Grumman E-11A[8]

 Мексика
- ВВС Мексики — один заказ

 Индия
- ВВС Индии — один самолёт

## Потери самолётов
По данным сайта Aviation Safety Network, по состоянию на 31 октября 2020 года в общей сложности в результате катастроф и серьёзных аварий были потеряны 7 самолётов Bombardier Global Express. Попыток угона не было. Всего в этих происшествиях погибли 2 человека.
| Дата       | Бортовой номер | Место катастрофы | Жертвы | Краткое описание                                                                                             |
| ---------- | -------------- | ---------------- | ------ | --- |
| 11.11.2007 | C-GXPR         | Фокс Харбор      | 0/10   | Грубая посадка до торца ВПП.                                                                                 |
| 06.02.2010 | N400GX         | Вашингтон        | 0/0    | Крыша ангара обрушилась во время сильного снегопада.                                                         |
| 06.02.2010 | N620K          | Вашингтон        | 0/0    | Крыша ангара обрушилась во время сильного снегопада.                                                         |
| 06.02.2010 | N528JR         | Вашингтон        | 0/0    | Крыша ангара обрушилась во время сильного снегопада.                                                         |
| 17.01.2015 | RP-C9363       | Таклобан         | 0/16   | Сошёл с ВПП при взлёте с сильным боковым ветром.                                                             |
| 16.04.2019 | 14+01          | Берлин           | 0/16   | Борт немецких ВВС. Аварийная посадка с перегрузкой 5G из-за неверно установленного при ремонте оборудования. |
| 27.01.2020 | 11-9358        | Газни            | 2/2    | Борт ВВС США. Подробности неизвестны.                                                                        |

## Технические характеристики
Источник данных: Bombardier

Технические характеристики
- Экипаж: 2-3 пилота
- Пассажировместимость: 8 VIP, 19 макс.
- Грузоподъёмность: (при макс. заправке) 850 кг
- Длина: 29,5 м
- Высота: 7,7 м
- Масса пустого: 23061 кг
- Масса снаряжённого: 25401 кг
- Максимальная взлётная масса: 41957 кг
- Масса топлива во внутренних баках: 17804 кг
- Силовая установка: 2 × ТНВД Rolls-Royce BR700
- Тяга: 2 × 65,6 кН

Лётные характеристики
- Максимальная скорость: 950 км/ч
- Крейсерская скорость: 904 км/ч
- Практическая дальность: 9360 км
- Практический потолок: 15000 м
- Длина разбега: 1689 м
- Длина пробега: 814 м